# Öffentlich-rechtliche Streitigkeit
Eine öffentlich-rechtliche Streitigkeit liegt vor, wenn sich das Klagebegehren als Folge eines Sachverhalts darstellt, der nach öffentlichem Recht zu beurteilen ist. Das Begehren des Klägers ist also nur dann öffentlich-rechtlicher Art, wenn es aus Rechtsvorschriften des öffentlichen Rechts hergeleitet werden kann. Erster Anknüpfungspunkt für diese Zuordnung ist der Sachvortrag des Klägers. Dabei ist zu beachten, dass die wahre Rechtsnatur des Begehrens maßgeblich ist, nicht die subjektive Bewertung des Klägers. Unerheblich für das Vorliegen einer öffentlich-rechtlichen Streitigkeit ist es, wenn sich Normen, die beispielsweise dem Zivilrecht zugeordnet sind, lediglich auf Vorfragen beziehen. Eine Abgrenzung in solchen Fällen kann sich als besonders schwierig herausstellen.
Dazu ein Beispielsfall: Eine Ausländerin ist mit einem deutschen Staatsbürger verheiratet und bekommt während der Ehe ein Kind. Die Ehe wird bald darauf geschieden. Später ficht der Vater erfolgreich die Vaterschaft nach zivilrechtlichen Vorschriften des BGB an. Daraufhin soll die Ausländerin ausgewiesen werden. Die Ausländerbehörde argumentiert, die Mutter habe ihr Bleiberecht verloren, da die Anfechtung des Vaters dazu geführt habe, dass das Kind rückwirkend die deutsche Staatsangehörigkeit verloren habe. Die Ausländerin klagt vor dem Verwaltungsgericht und macht geltend, dass sie weiterhin ein Bleiberecht besitze, da ihr Kind die deutsche Staatsbürgerschaft habe und dieses nicht rückwirkend entfallen könne. In diesem Fall ist das Klagebegehren die Anfechtung der Ausweisungsverfügung. Die Ausweisung ist im Ausländerrecht geregelt und dieses ist dem öffentlichen Recht zuzuordnen. Folglich liegt eine öffentlich-rechtliche Streitigkeit vor. Inwieweit die zivilrechtliche Anfechtung der Vaterschaft wirksam war und welche Folgen daraus resultieren, ist dagegen lediglich eine Vorfrage und weist die Streitigkeit gerade nicht als eine privatrechtliche aus.
Bestehen Zweifel darüber, ob die Rechtssätze, auf die sich der Streitgegenstand stützt, dem öffentlichen Recht oder dem Privatrecht zuzuordnen sind, ist eine Abgrenzung mittels der drei Abgrenzungstheorien (Interessentheorie, Subordinationstheorie, Modifizierte Subjektstheorie) vorzunehmen. Dabei sei angemerkt, dass sich diese Theorien nicht für die Abgrenzung von öffentlich-rechtlicher und zivilrechtlicher Streitigkeit eignen, sondern sie immer nur dann herangezogen werden, wenn geklärt werden muss, ob ein konkreter Rechtssatz, auf den sich der Streitgegenstand bezieht, dem öffentlich-rechtlichen oder privatrechtlichen Gebiet zuzuordnen ist. 
Das Verwaltungsgericht ist für die Entscheidung öffentlich-rechtlicher Streitigkeiten nichtverfassungsrechtlicher Art zuständig (§ 40 VwGO), soweit diese nicht aufgrund Gesetzes anderen Gerichten zugewiesen sind.
Das Sozialgericht entscheidet über öffentlich-rechtliche Streitigkeiten, die enumerativ in § 51 Abs. 1 SGG aufgeführt sind.